# Víctor Brown
Víctor Brown Rojas (* 7. März 1927 in Tarija; † unbekannt) war ein bolivianischer Fußballspieler. Der Mittelfeldspieler nahm mit der bolivianischen Nationalmannschaft an der Fußball-Weltmeisterschaft 1950 teil. 

## Karriere

### Verein
Auf Vereinsebene spielte Víctor Brown von 1949 bis 1958 für den CD Litoral. Weitere Daten über seine Karriere sind nicht bekannt.

### Nationalmannschaft
Brown nahm mit der Nationalmannschaft an der Weltmeisterschaft in Brasilien teil. Dort kam er bei der 0:8-Niederlage im einzigen Spiel gegen den späteren Weltmeister Uruguay nicht zum Einsatz. Drei Jahre später bestritt er beim Campeonato Sudamericano 1953 alle sechs Spiele für sein Land, das mit einem Sieg und einem Unentschieden bei vier Niederlagen den vorletzten Platz belegte. Bei der Qualifikation zur Weltmeisterschaft absolvierte Brown seine letzten Länderspiele. Insgesamt kam er 16-mal im Nationaltrikot zum Einsatz.